# 영거 (운하)

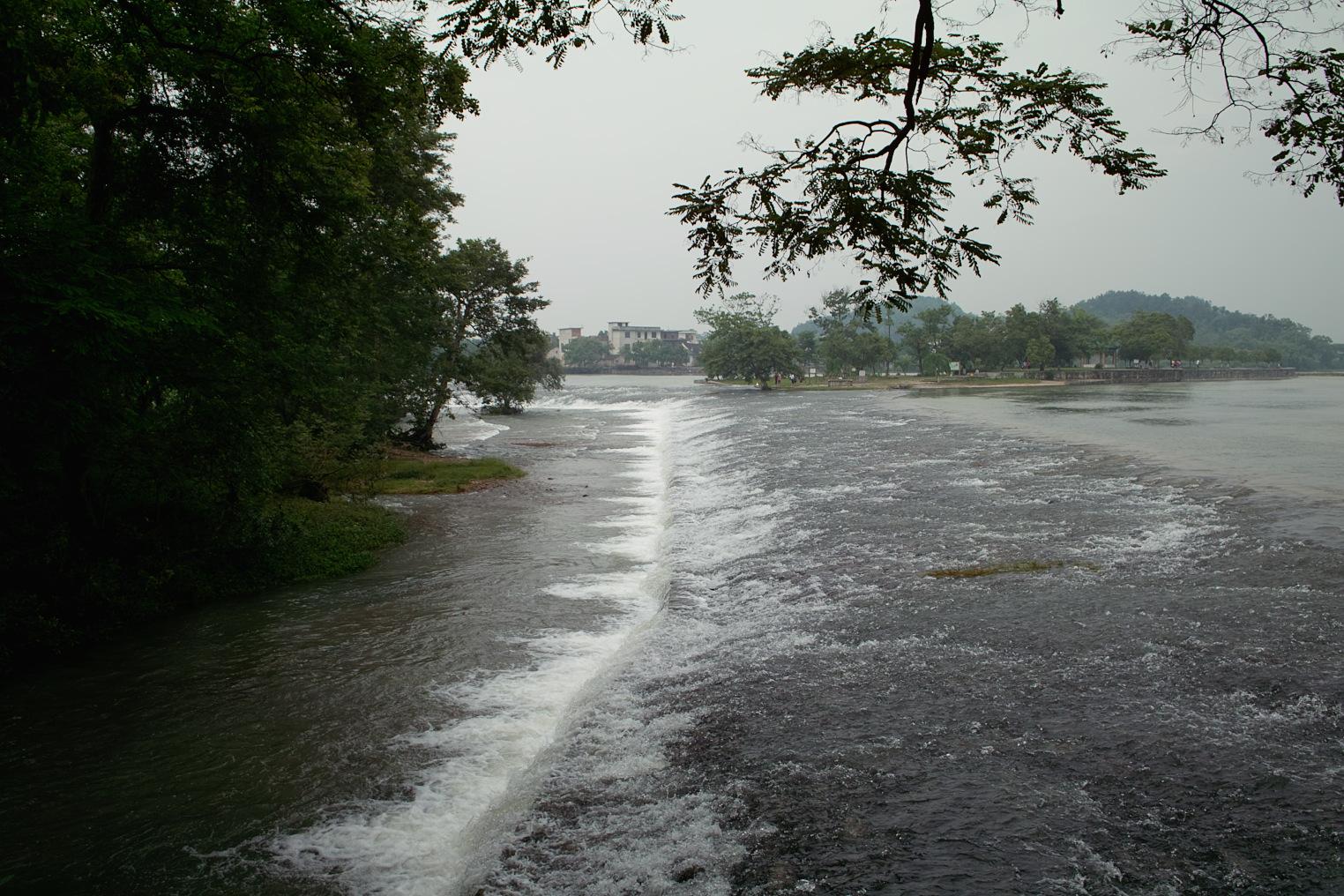

영거(靈渠)는 중국 광시좡족자치구 싱안현에 있는 운하로, 시황제의 주도로 지어졌다. 원래는 진나라의 군사 물자의 운반용으로 지어졌으며, 12세기경부터 관개 시설로 운용되었다.
서강으로 흐르는 리강과 장강의 지류인 상강을 연결해 장강과 주강 삼각주를 연결한다.

## 같이 보기
- 정국거(鄭國渠)
- 대운하